# منشأة اختبار شعاع محايد ITER

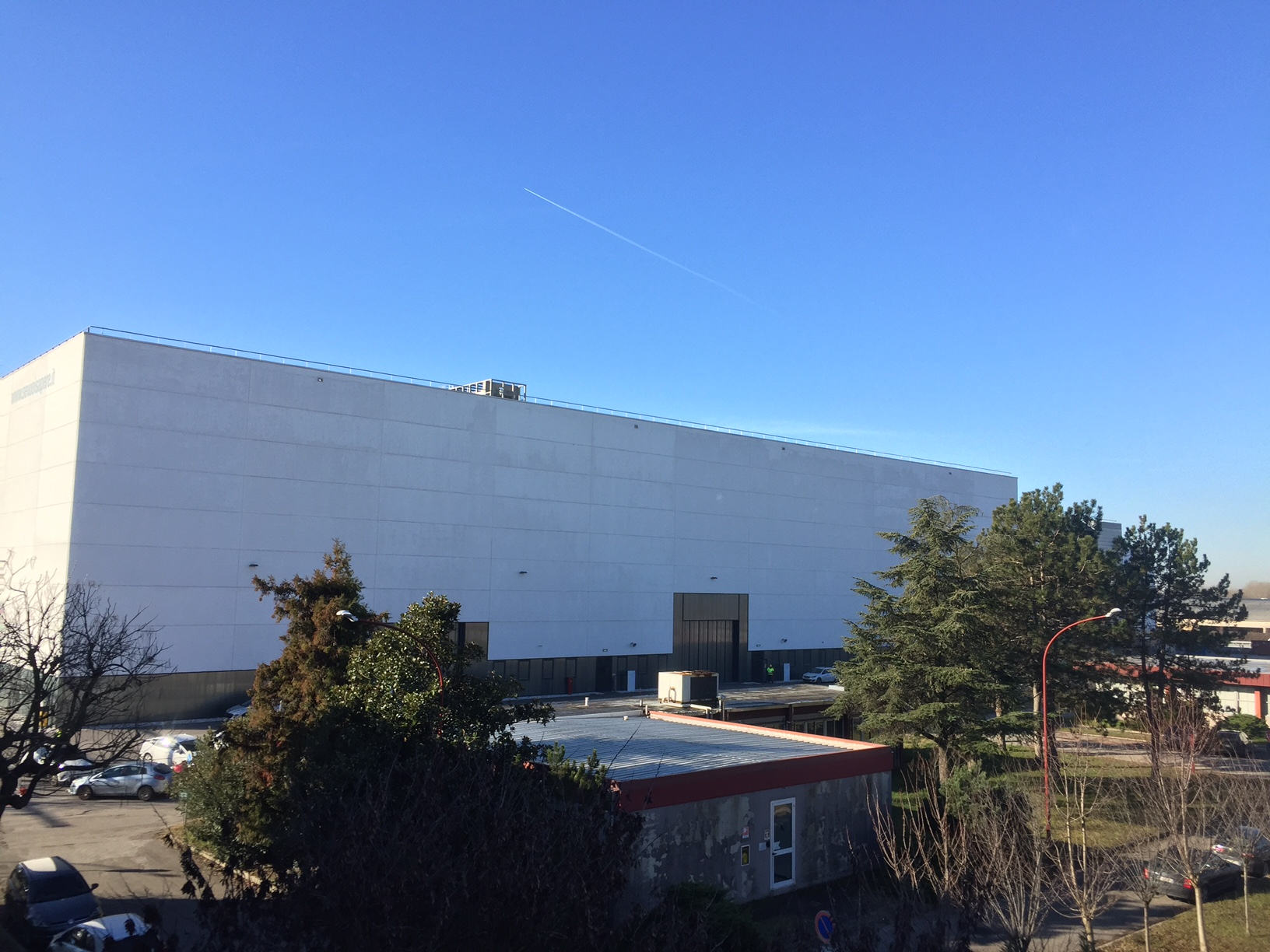
منظر لمرفق اختبار الشعاع المحايد لإيتر

تعتبر منشأة اختبار الشعاع المحايد ITER أو مرفق اختبار الشعاع المحايد لإيتر  جزءًا من المفاعل النووي الحراري التجريبي الدولي (ITER) في بادوفا ، فينيتو ، إيطاليا . ستستضيف المنشأة نموذجًا أوليًا واسع النطاق لحاقن الحزمة المحايدة للمفاعل MITICA ، ونموذج أولي أصغر لمصدره الأيوني SPIDER (اختصار : مصدر لإنتاج أيونات الديوتيريوم المستخرجة من بلازما ذات تردد راديوي). بدأت سبايدر عملها في يونيو 2018. سيتم استخدام SPIDER لتحسين مصدر الحزمة الأيونية ، لتحسين استخدام بخار السيزيوم ، وللتحقق من توزيع متساو لحزمة الأيونات المستخرجة أيضًا أثناء النبضات الطويلة (نبضات ضرب البلازما) .

## أشعة متعادلة لتسخين ITER
لتوصيل الطاقة إلى بلازما الاندماج في مفاعل ITER ، سيتم تركيب حاقنين شعاع محايد لتسخين البلازما . وهي مصممة لتوفير قوة 17 ميغاواط لكل منهما ، من خلال أنابيب فيض طول كل منها 23 متر ، حتى غرفة التفاعل التي يبلغ قطرها أربعة أمتار: من أجل إمداد طاقة تسخين كافية في قلب البلازما بدلاً من حواف البلازما ، ولهذا يجب أن تكون طاقة جسيمات حزمة الفيض حوالي 1 MeV ، وبالتالي زيادة تعقيد نظام فيض الجسيمات المحايد إلى مستوى غير مسبوق. سيكون هذا هو نظام التسخين المساعد الرئيسي للمفاعل. نظرًا لكفاءة التحويل المنخفضة ، يحتاج حاقن الحزمة المحايدة أولاً إلى بدء حزمة من الأيونات السالبة بمقدار 40 أمبير ، ثم يتم معادلة شحنتها الكهربية عن طريق تمريرها عبر خلية غازية (بكفاءة < 60٪) ، ثم عن طريق تفريغ الأيونات المتبقية (المتبقية 40-20٪ سلبية ،و 20٪ موجبة). يتم بعد ذلك يتم تصويب الحزمة المتعادلة كهربائيا والسريعة على جهاز قياس السعرات الحرارية أثناء مراحل التكييف ، أو توجه إلى البلازما. تلك العملية تؤدي إلى خسائر من إعادة التأين إلى خفض تياره إلى 17 أمبير .

## آلية حقن تريتيوم
يتم تكوين الجسيمات المتعادلة (مثل التريتيوم ، وهو هيدروجين ثقيل) وتسريعها إلى سرعات عالية جدا بواسطة مجالات كهربائية شديدة ثم حقنها في ألة إندماج ننووي بالخطوات التالية :
1. تكوين بلازما : ويتم ذلك عبر تسليط أشعة ميكرووية على غاز التريتيوم تحت ضغط منخفض.
2. التسارع الأيوني الكهروستاتيكي: يتحقق هذا من خلال سقوط أيونات التريتيوم ذات الشحنة الموجبة ناحية أسطح شبكية سالبة الشحنة. أثناء مرور الأيونات خلال الشبكية السالبة ، يبذل المجال الكهربي شغلًا عليها مما يؤدي إلى تسريعها وتسخينها إلى درجة الحرارة اللازمة للاندماج.
3. إعادة الأيونات الموجبة الساخنة إلى التعادل عبر إضافة الشحنة السالبة . فتصبح الأشعة المتحركة بسرعة بلا شحنة.
4. حقن الشعاع المتعادل الساخن المتحرك بسرعة في ألة الاندماج.

هذا يرفع من طاقة بلازما الوقود المحصورة في آلة اللأندماج ،مثل توكاماك.

## الغرض
يشمل دور مرفق الاختبار البحث والتطوير في الموضوعات التالية:
- الاحتفاظ بالجهد الكهرباي: بسبب البيئة المحيطة بالنيوترونات ، سيكون هذا هو مصدر الحزمة الأول عند -1 MV مع عزل بالفراغ بدلاً من عزل بالغاز (عادة يُستخدم غاز SF6</br> SF6 ) ؛
- تكوين الأيونات السالبة: إن شرط كثافة التيار المستخرج من مصدر أيونات السيزيوم هو في حدود التكنولوجيا الحالية لمصادر أيونات البلازما.
- بصريات الحزمة: يتم إنشاء الحزمة الأيونية الأولية في مسرع إلكتروستاتيكي متعدد الشبكات ، يحتوي على 1280 ثقب في كل شبكة من الشبكات السبعة التي تتكون منها. نظرًا لأن العرض الإجمالي للحزمة على طول شعاع الانجراف (حوالي 25 متر) بسبب البصريات لكل من 1280 حزمة صغيرة ، يجب التحقق من محاذاة الحزم والتحكم بعناية لتفادي اضطرابات ناتجة عن الحقول المغناطيسية ومجالات كهروستاتيكية مشوشرة .
- مضخات التفريغ: اثنان من المضخاط بطول 8 متر وارتفاع 1.6 متر مضاخات عالية التبريد سيتم تثبيتها على كل جانب من وعاء التفريغ. العمر الافتراضي للمكونات التي تعمل بدورات تتراوح بين درجات حرارة 4 كلفن و 400 كلفن يجب التحقق منها .
- الحمل الحراري على المكونات الميكانيكية: على الأقطاب الكهربائية المستخدمة لتسريع الحزمة (الفيض) ، وعلى طول مسار الفيض تخضع المكونات الميكانيكية لأحمال حرارية عالية جدًا. يتم تطبيق هذه الأحمال بشكل مستمر خلال النبضات الطويلة لمدة  ساعة كاملة . هذه الأحمال على أي حال أقل من الأحمال الحرارية المتوقعة على لوحات تحويل ITER.

## النماذج الأولية في منشأة NBTF

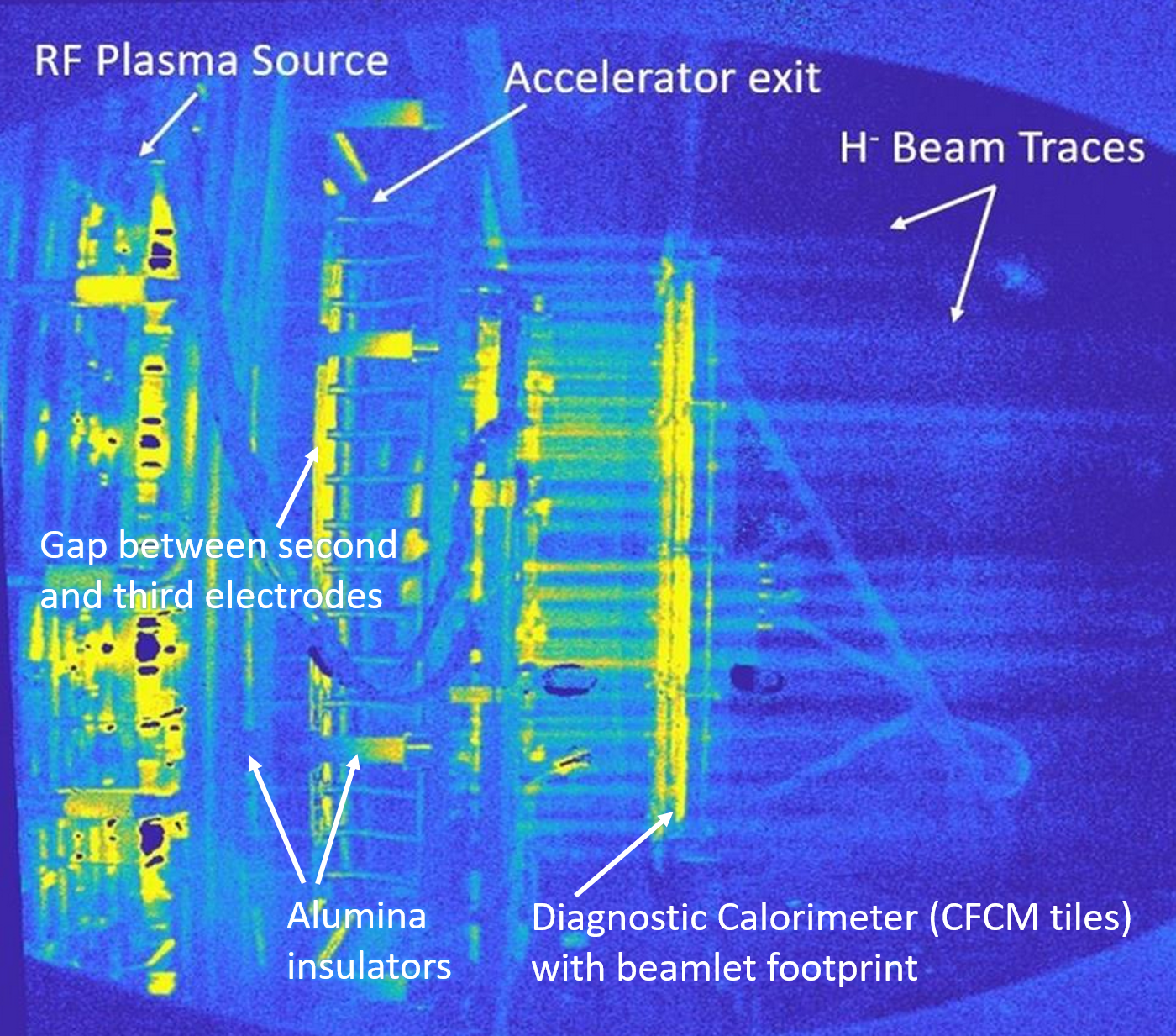
استخراج الأيونات السالبة مع عدد أقل من الحزم الصغيرة ، في عملية الحجم المبكرة لـ SPIDER (مايو / يونيو 2019)

سبايدر هي أول أجهزة تجريبية كبيرة تبدأ التشغيل في منشأة الاختبار (كان ذلك في مايو 2018). ويتم حاليًا شراء مكونات MITICA ، ومن المتوقع أن يتم تشغيلها لأول مرة في أواخر عام 2023.

### سبايدر
معلمات تصميم سبايدر هي كما يلي:
- النوع: مصدر أيونات سالبة للبلازما السطحية الخاملة
- مصدر البلازما: 8 محركات RF أسطوانية ، تعمل بتردد 1 ميجاهرتز ، متصلة بـغرفة تمدد واحدة مقاس   0.8 متر ×   1.6 متر ×   0.25 متر
- غاز الالوقود : الهيدروجين أو الديوتيريوم
- تيار شعاع أيونات الهيدروجين السالب المستخرج: 54   A (القيمة المستهدفة)
- الأقطاب الكهربائية والجهد الكهربائي الإسمي: شبكة البلازما ( -110   كيلو فولت) ، وشبكة الاستخراج ( -100   كيلو فولت) ، والشبكة الأرضية (0   فولت)
- عدد الحزم الصغيرة من الأيونات وشكل الحزمة الكبيرة متعددة الحزم الصغيرة : 1280 حزمة شعاعية (أيونات) مقسمة إلى 4   ×   4 مجموعات شعاعية مكونة من 5   ×   16 حزمة لكل منها

خلال عام 2018 ، تم تحسين تفريغ البلازما بواسطة ثمانية محركات RF ذات مصدر أيوني. وفي عام 2019 ، بدأت العملية باستخدام حزمة الأيونات السالبة للهيدروجين: في السنة الأولى ، سيعمل سبايدر بعدد أقل من حزم الأيونات (80 بدلاً من 1280).

### الإمكانيات
امكانيات SPIDER و MITICA تعطيها القائمة التالية مع مقارنة الأغراض المتعلقة بتسخين إيتر ITER بفيض جسيمات متعادلة كهربيا وأجهزة أخرى موجودة من قبل.
| التجربة  | أول بدء للعمل        | طاقة الفيض                                             | تيار فيض الأيونات السلبة المستهدف | نوع مصدر الأيونات                                           | نوع المسرع (معجل جسيمات)                              | نوع المحايدة (لحدوث التعادل) | طول الفيض | التيار المكافيء للفيض المتعادل | توزيع [سرعات] الحزمة الصغيرة (توزيع جاوس 1/e) |
| -------- | -------------------- | ------------------------------------------------------ | --------------------------------- | ----------------------------------------------------------- | ----------------------------------------------------- | ---------------------------- | --------- | ------------------------------ | --------------------------------------------- |
| ELISE    | ديسمبر 2012          | ~60 ألف فولط                                           | ~27 أمبير (هيدرةجين)              | مصدر البلازما السطحية المزودة بالسيزيوم بالترددات الراديوية | ثلاثي أقطاب إلكتروستاتيكي متعدد الثقوب                | -                            | ~5 متر    | -                              | -                                             |
| SPIDER   | مايو 2018            | 110 kV                                                 | 54 أمبير (هيدروجين)               | مصدر البلازما السطحية المزودة بالسيزيوم بالترددات الراديوية | ثلاثي أقطاب إلكتروستاتيكي متعدد الثقوب                | -                            | ~5 متر    | -                              | -                                             |
| MITICA   | 2023 (محتمل في عام ) | 880 كيلو فولط (هيدروجين) / 1000 كيلو فولط (ديوتيريوم ) | 40 امبير (هيدروجين)               | مصدر البلازما السطحية المزودة بالسيزيوم بالترددات الراديوية | مبدأ ثلاثي أقطاب إلكتروستاتيكي متعدد الثقوب (7 أقطاب) | 4 خلايا غاز                  | ~13 متر   | 16.7 أمبير                     | <7 ملي راد (وحدة)                             |
| ITER HNB | سوف يُعلن             | 880 كيلوفولط (هيدروجين) / 1000 كيلوفولط (ديوتيريوم)    | 40 أمبير                          | مصدر البلازما السطحية المزودة بالسيزيوم بالترددات الراديوية | مبدأ ثلاثي أقطاب إلكتروستاتيكي متعدد الثقوب (7 أقطاب) | 4 خلايا غاز                  | ~22.5 متر | 16.7 أمبير                     | <7 ملي راد                                    |

- MITICA (Megavolt ITer Injector & Concept Advancement)
- تجربة MITICA هي تجربة حاقن متطور يطاقة نحو 1 ميجافولط خاص بالمفاعل إيتر ITER

## اقرأ أيضا
- هيليون للطاقة
- تشكيل المجال المعكوس
- سبارك (توكاماك)